# Devon (Alberta)
Devon es un pueblo canadiense situado en la provincia de Alberta.

## Superficie
Devon tiene una superficie de 14,26 km².

## Demografía
En 2021, tenía 6545 habitantes, una densidad poblacional de 459,1 hab./km², y 2588 viviendas.